# Laudakia melanura
Laudakia melanura är en ödleart som beskrevs av  Edward Blyth 1854. Laudakia melanura ingår i släktet Laudakia och familjen agamer.

## Underarter
Arten delas in i följande underarter:
- L. m. melanura
- L. m. lirata
- L. m. nasiri